# Siria Palestina
Siria Palestina (Latín: Sȳria Palaestīna [ˈsyː.ri.a pa.ɫ̪ae̯sˈt̪iː.na]; Griego Koiné: Συρία ἡ Παλαιστίνη Syría e Palaistíne) fue el nombre dado a la provincia romana de Judea por el emperador Adriano después de sofocar la rebelión de Bar Kojba en el 135 o 136 d. C.
La provincia fue dividida en Palestina Prima y Palestina Salutaris alrededor del 357. Hacia el 409 Palestina Prima fue subdividida en Palestina Prima y Palestina Secunda, mientras que Palestina Salutaris fue llamada Tertia o Salutaris.

## Antecedentes
Siria fue una de las primeras provincias romanas, anexionada a la República romana en el año 64 a. C. por Pompeyo en la tercera guerra mitridática, tras la derrota del rey armenio Tigranes II el Grande. Después de la partición del reino herodiano en tetrarquías en 6 d. C., fue gradualmente absorbido por las provincias romanas, y la Siria romana anexó Iturea y Traconítide.
La provincia romana de Judea incorporó las regiones de Judea, Samaria e Idumea, y se extendió sobre parte de las antiguas regiones de los reinos asmoneos y herodianos de Israel. Recibió el nombre de la tetrarquía de Judea, de Herodes Arquelao, pero la provincia romana abarcaba un territorio mucho más grande.
La capital de la Siria romana se estableció en Antioquía desde el comienzo del dominio romano, mientras que la capital de la provincia de Judea se trasladó a Cesarea Marítima, que de acuerdo al historiador medieval H.H. Ben-Saasson, había sido la capital administrativa de la región a partir del año 6 d. C.
La provincia de Judea fue escenario de disturbios en su fundación en el año 6 d. C. durante el censo de Quirino, y varias guerras se libraron en su historia, conocidas como las guerras judeo-romanas. El templo de Jerusalén fue destruido en 70 d. C. como parte de la primera guerra judeo-romana, que resultó en la institución del impuesto judío. Las provincias de Siria y Judea fueron escenarios clave de un creciente conflicto entre las poblaciones judías y helenísticas, que estalló a gran escala en las guerras judeo-romanas, comenzando con la primera guerra judeo-romana del año 66 al 70. Siguieron disturbios en toda la región durante la guerra de Kitos, del año 117 a 118. Entre los años 132 a 135, Simón bar Kojba lideró una rebelión contra el Imperio romano, haciéndose del control de partes de Judea por tres años. Como resultado, el emperador Adriano envió a Sexto Julio Severo a la región, quien aplastó brutalmente la rebelión. Poco antes o después de la rebelión de bar Kojba, Adriano cambió el nombre de la provincia de Judea por Siria Palestina, y fundó la ciudad de Aelia Capitolina sobre las ruinas de Jerusalén, lo que la mayoría de los estudiosos concluyen que se hizo en un intento por eliminar la relación del pueblo judío con la región.
La conexión de Adriano con el cambio de nombre y sus razones es discutida.

## Historia

### Consolidación
Después de aplastar la rebelión de Bar Kojba, el emperador romano Adriano aplicó el nombre Siria Palestina a la provincia de Judea.
El nombre Siria Palestina es anterior a la decisión de Adriano en al menos cinco siglos, ya que el término ya era usado en occidente; por ejemplo, Heródoto usa el término en el siglo V a. C. cuando habla de las partes que componen la quinta provincia del Imperio aqueménida: Fenicia, Chipre, y "esa parte de Siria que se llama Palestina" (griego jónico: Συρίη ἡ Παλαιστίνη; romanizado: Suríē hē Palaistínē. En 2018 el académico palestino Nur Masalha escribió que el nombre se refiere a Palestina como parte de una región siria más amplia que abarca el Levante desde Capadocia y Cilicia en el norte, a Fenicia y Palestina, limitando con Egipto al sur.[cita requerida] La ciudad de Aelia Capitolina fue construida por Adriano sobre las ruinas de Jerusalén. La capital de la provincia de Siria permaneció en Antioquía.
Alrededor del año 300, Siria Palestina fue ampliada transfiriéndole la parte meridional de lo que había sido la provincia romana de Arabia Pétrea: el Néguev, parte del Sinaí, y la antigua Edom.

### Bajo Imperio
Alrededor del año 390, Siria Palestina fue reorganizada en varias unidades administrativas: Palestina Prima, Palestina Secunda y Palestina Tertia (en el siglo VI), Siria Prima y Fénice y Fénice Lebanensis. Todas se incluyeron dentro de la Diócesis de Oriente Romana (Bizantina), junto con las provincias de Isauria, Cilicia, Chipre, hasta el año 536, Eufratensis, Mesopotamia, Osroena y Arabia Pétrea.
Palestina Prima estaba conformada por Judea, Samaria, Paralia, y Perea, con su gobernador asentado en Cesarea. Palestina Secunda estaba formada por Galilea, el bajo valle de Jezreel, las regiones orientales de Galilea, y la parte occidental de la antigua Decápolis, con la sede de su gobierno en Escitópolis. Palestina Tertia incluía el Néguev, la parte meridional Transjordana de Arabia, y la mayor parte del Sinaí, con Petra como la residencia del gobernador. Palestina Tertia también era conocida como Palestina Salutaris.

## Religión

### Culto romano
Después de las guerras judeo-romanas (66-135 d. C.), en las que Epifanio creía que el Cenáculo había sobrevivido, la importancia de Jerusalén para los cristianos entró en un período de declive, ya que el lugar se había convertido temporalmente en la pagana Aelia Capitolina, pero su interés se reanudó nuevamente con la peregrinación de Helena, madre de Constantino el Grande, a Tierra Santa entre los años 326 y 328 d. C.
En Judea fueron fundadas nuevas ciudades paganas en Eleuterópolis (Bayt Jibrin), Diópolis (Lod) y Nicópolis (Emaús).